# روبرت غلوديني
روبرت غلوديني (بالإنجليزية: Robert Glaudini)‏ هو ممثل ومخرج وكاتب مسرحي أمريكي بدأ مسيرته الفنية سنة 1971.

## الأعمال
- مرتديلا
- حرباء
- طول الموجة
- مسيسيبي تحترق
- بجزي
- مذكرات أميرة

## روابط خارجية
- روبرت غلوديني على موقع IMDb (الإنجليزية)
- روبرت غلوديني على موقع قاعدة بيانات الفيلم (الإنجليزية)